# Municipio de San Felipe Usila
El municipio de San Felipe Usila (del náhuatl: huitzila ‘Donde abundan los colibríes’) es uno de los 570 municipios que conforman al estado mexicano de Oaxaca. Pertenece al distrito de Tuxtepec, dentro de la región Papaloapam. Su cabecera es la localidad de San Felipe Usila.

## Geografía
El municipio abarca 439.04 km² y se encuentra a una altitud promedio de 100 m s. n. m., oscilando entre 3000 y 0 m s. n. m.

## Demografía
De acuerdo al último censo, realizado por el INEGI en 2010, en el municipio habitan 11575 personas, repartidas entre 31 localidades.